# 沖縄近海A-4水没事故

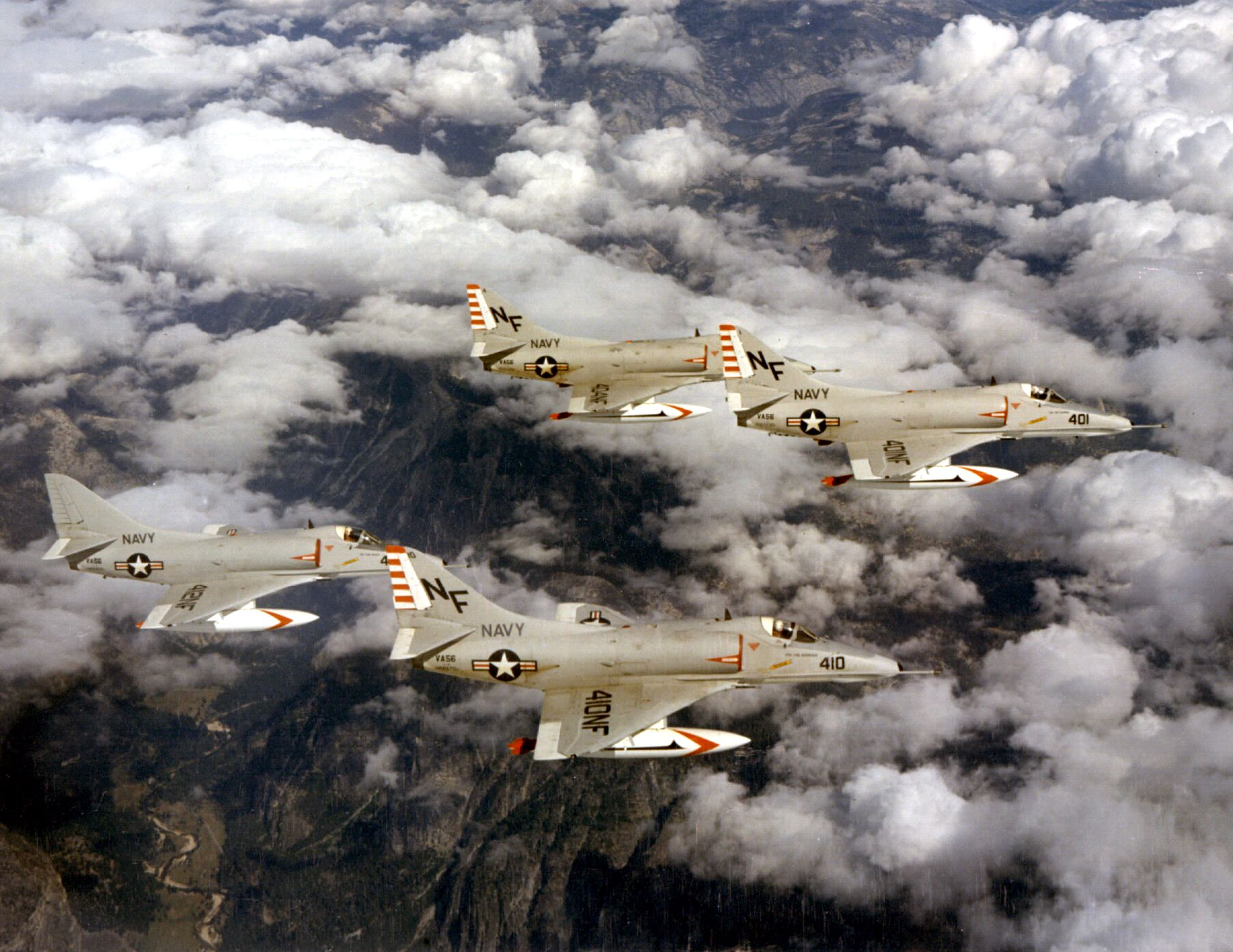
第56攻撃飛行隊のA-4E（1965年頃撮影）

沖縄近海A-4水没事故（おきなわきんかいA-4すいぼつじこ）あるいは1965年フィリピン海A-4事故（1965ねんフィリピンかいA-4じこ、英語: 1965 Philippine Sea A-4 incident）は、1965年（昭和40年）12月5日に喜界島東方約70マイルの公海上で発生したブロークンアロー（核爆弾の紛失事故）である。フィリピンのスービック海軍基地から日本の横須賀海軍施設に帰還中の空母タイコンデロガから、B43核爆弾を搭載したA-4E攻撃機が海に落下した。核爆発には至らなかったが、A-4およびパイロット1名とB43核爆弾が失われた。

## 事故
スービック海軍基地を出港してから31日後の1965年12月5日、タイコンデロガではA-4E攻撃機の核兵器搭載訓練が行われていた。14時14分過ぎ、第2格納庫ではA-4E（機体番号 151022）にB43核爆弾が搭載された。その後A-4Eにパイロットのダグラス・ウェブスター中尉が搭乗し、機体は飛行甲板のカタパルトまで移動させるため第2エレベーターに乗せされた。だがエレベーターの上昇中にA-4Eは滑り落ち始めた。乗組員は必死で食い止めようとしたが、その場で機体を旋回させるにとどまった。またウェブスターに合図を送ったが、ウェブスターはうつ向いた状態で反応はなかったという。A-4Eはエレベーター横のネットを突き破り、仰向けで海に落下した。
事故発生後、回収用のヘリコプターが落下地点を旋回し、グリッドレイとUSS Turner Joyは何時間も痕跡を捜索したが大きな成果はなく、ウェブスターが被る予定であったヘルメットが見つかったのみであった。A-4EはB43核爆弾とともに水深4800メートル以上の深海へと沈み、回収されることはなかった。なおその後の米国の発表によると、放射性物質の流出や核爆弾が爆発する恐れはないとしている。

## 公表
1966年、アメリカ原子力委員会がブロークンアローを調査していた最中に米海軍は議会に事故を報告したが、米国政府は日本政府に対して特段の通報を行わなかった。
1981年、米海軍は短い声明を発表し事故の発生を認めたものの、発生地点は「陸地から500マイル以上離れた太平洋」と説明していた。この時日本の外務省は核爆弾の紛失事故を認知したが、詳細までは把握していなかった。
1989年5月8日、米当局は本事故を公表し、1965年に沖縄近海で核爆弾を紛失したことを認めた。発表を受けて外務省は米国に対して報告書の詳細を要求した。日本国内では大きく取り上げられ、事故現場に近い沖縄では不安が広がった。また核兵器を搭載した艦船が日本の港に向かっていたことは非核三原則に反しているという指摘がある。同年6月2日、喜屋武眞榮参議院議員が本事故に関する質問主意書を提出している。また2020年5月8日に浜田聡参議院議員が同事故に関する日本政府の認識を再確認する質問主意書を提出している。

## 紛失した核爆弾の数
ほとんどの情報源は紛失したB43核爆弾は1つとしているが、ロスアラモス国立研究所の文書では2つだと示唆されている.。